# Lääz Rockit
I Lääz Rockit sono un gruppo musicale thrash metal statunitense formatosi a Berkeley nel 1982.
Il gruppo prese il nome dal film Cielo di piombo, ispettore Callaghan, in cui viene utilizzato un M72 LAW.
Si tratta di un lanciarazzi apparso in questa pellicola con l'acronimo LAWS, che in inglese americano ha la stessa pronuncia di Laaz, mentre Rockit ha la medesima assonanza di rocket, cioè razzo.
La band fu una delle prime provenienti dalla Bay Area di San Francisco a pubblicare un album speed/thrash metal, registrando il disco d'esordio nel 1983.

## Storia del gruppo
Il gruppo si formò nel 1982 nella Bay Area, la zona compresa nella baia di San Francisco, da cui provennero diverse formazioni thrash metal, tra cui Metallica, Testament e Exodus.
I membri che diedero inizio alla band furono il cantante Michael Coons e il chitarrista Aaron Jellum, mentre frequentavano ancora le high schools.
Il gruppo venne completato con un altro chitarrista, Phil Kettner, e con la sezione ritmica formata dal bassista Dave Starr (poi membro dei Vicious Rumors) e dal batterista Victor Agnello, unitosi quando ormai era il 1983.
Questa formazione incise il demo Prelude to Death e in seguito Willy Lange subentrò a Dave Starr.
Lo stesso anno siglarono un accordo con la Target Entertainment e registrarono City's Gonna Burn, che venne pubblicato durante la primavera dell'anno seguente. L'uscita del disco venne supportata da una tournée, che permise quindi alla band di accrescere la propria notorietà.
No Stranger to Danger venne dato alle stampe nel 1985 e fu seguito da un tour europeo, in cui la band ebbe la possibilità di supportare gruppi quali Motörhead, Manowar e King Diamond.
A settembre del 1987 uscì Know Your Enemy, terzo disco dei californiani, che li vide passare all'etichetta discografica Enigma Records.
Questo lavoro rappresentò un punto di svolta per la band, che si orientò verso suoni più aggressivi rispetto a quanto proposto in precedenza.
L'anno successivo si esibirono ancora in Europa, aprendo i concerti degli Exodus, e in una di queste occasioni si esibirono al festival Dynamo Open Air. Le riprese di questo concerto vennero utilizzate per la realizzazione di una VHS intitolata European Meltdown.
Annihilation Principle fu pubblicato nel 1989 e insieme al precedente formò la coppia di dischi che maggiormente accrebbe la fama della band e l'apprezzamento da parte della critica e dei sostenitori, anche grazie ad una distribuzione a livello mondiale.
In occasione di questo quarto album la Roadrunner Records pubblicò il loro primo singolo, realizzato nel 1990 per la canzone Holiday in Cambodia, cover dei Dead Kennedys. Inoltre venne girato anche il loro primo videoclip, per il brano Fire in the Hole, che fu trasmesso da MTV. 
In seguito però Kettner, Lange e Agnello lasciarono la band, venendo sostituiti rispettivamente da Jeff Weller, Jon Torres e Sven Soderlund. Nel 1990 il gruppo prese parte alla colonna sonora del film Non aprite quella porta - Parte 3, realizzando il brano Leatherface.
L'anno successivo uscì Nothing$ $acred, anch'esso edito dalla Roadrunner, che venne inciso con Scott Sargeant al posto di Weller e con Scott Dominguez al basso e Dave Chavarri alla batteria.
Nel 1992 il gruppo raggiunse per la prima volta i fan asiatici, effettuando una serie di concerti in Giappone, dopodiché la band si sciolse.
Il 2005 fu l'anno in cui i Lääz Rockit ritornarono in scena con la formazione originale, esibendosi ancora una volta al Dynamo Open Air.
Lo stesso anno si recarono nuovamente in Giappone per partecipare alla seconda edizione del Thrash Domination Festival, assieme a Testament, Kreator e Destruction. Ad agosto del 2006 fu pubblicato il DVD Live Untold, contenente vari filmati delle loro esibizioni dal vivo, tra cui del materiale già inserito nella VHS precedente. A partire dall'anno seguente Sky Harris prese il posto del batterista Vic Agnello e con lui, nel 2008, entrarono in studio per la registrazione di Left For Dead, edito dalla Massacre Records. L'anno successivo presero parte al Graspop Metal Festival in Belgio e al Bang Your Head!!!, un altro festival, svoltosi in Germania. Nel 2011 i Lääz Rockit parteciparono al concerto del 30º anniversario dei Metallica tenutosi a San Francisco.

## Formazione

### Formazione attuale
- Michael Coons – voce (1982-1992, 2005-presente)
- Aaron Jellum – chitarra (1982-1992, 2005-presente)
- Phil Kettner – chitarra (1982-1989, 2005-presente)
- Willy Lange – basso (1983-1989, 2005-2018)
- Sky Harris – batteria (2007-presente)

### Ex componenti
- Scott Lee Sargeant - chitarra (1991-1992)
- Jeff Weller – chitarra (1989-1990)
- Dave Starr – basso (1982-1983)
- Jon Torres – basso (1990)
- Scott Dominguez – basso (1991-1992)
- Victor Agnello – batteria (1983-1989, 2005-2006)
- Sven Soderlund – batteria (1989-1990)
- Dave Chavarri – batteria (1991-1992)

## Discografia

### Album in studio
- 1984 – City's Gonna Burn
- 1985 – No Stranger to Danger
- 1987 – Know Your Enemy
- 1989 – Annihilation Principle
- 1991 – Nothing'$ $acred
- 2008 – Left For Dead

### Album dal vivo
- 1992 – Taste Of Rebellion (solo per il mercato giapponese)

### Singoli
- 1990 – Holiday in Cambodia

### Demo
- 1983 – Prelude to Death

## Videografia

### Album video
VHS
- 1988 – European Meltdown

DVD
- 1992 – Taste of Rebellion (solo per il mercato giapponese)
- 2006 – Live Untold

### Video musicali
- Fire in the Hole
- Leatherface
- In the Name of the Father and the Gun